# Kurznasenbeutler
Die Kurznasenbeutler (Isoodon) sind eine Beuteltiergattung aus der Ordnung der Nasenbeutler. Die Gattung wird in fünf Arten eingeteilt, den Großen Kurznasenbeutler (Isoodon macrourus), den Kleinen Kurznasenbeutler (I. obesulus), den Goldenen Kurznasenbeutler (I. auratus), den Kap-York-Kurznasenbeutler (I. peninsulae) und Isoodon fusciventer. 
Der wissenschaftliche Gattungsname aus den altgriechischen Worten isos (gleich) und odous (Zahn) zusammengesetzt. Er bezieht sich auf die gleichgroßen Schneidezähne.

## Beschreibung
Kurznasenbeutler erinnern im Körperbau an große Ratten. Wie bei allen Nasenbeutlern ist die verlängerte Schnauze typisch, ihr Schädel ist aber breiter als beispielsweise der der Langnasenbeutler. Ihr raues Fell ist an der Oberseite braun, orange oder gelb gefärbt, die Unterseite ist gelbgrau. Diese Tiere erreichen eine Kopf-Rumpf-Länge von 21 bis 47 Zentimetern, eine Schwanzlänge von 8 bis 21 Zentimetern und ein Gewicht von 0,3 bis 3 Kilogramm.

## Verbreitung und Lebensweise
Diese Tiere sind (oder waren früher) über weite Teile Australiens verbreitet, der Große Nasenbeutler lebt außerdem als einziger Australischer Nasenbeutler auch im südlichen Neuguinea. Sie bewohnen eine Reihe von Habitaten, darunter offene Wälder, buschbestande Savannen und auch Grasländer in der Nähe von Sümpfen oder Gewässern, allerdings meiden sie das trockene Innere des Kontinents. Sie sind nachtaktiv, tagsüber schlafen sie in selbsterrichteten Nestern aus Zweigen, Gräsern und Blättern, die sie am Boden, oft auch in Erdhöhlen oder hohlen Baumstämmen errichten. In der Nacht gehen sie auf Nahrungssuche, wobei sie Trampelpfade im hohen Gras oder im Buschwerk errichten. Bei ihrer Nahrungsaufnahme sind sie nicht wählerisch sind, sie nehmen Insekten, Würmer, Früchte, Samen und Pilze zu sich.
Kurznasenbeutler sind ausgesprochene Einzelgänger, die auf Artgenossen aggressiv reagieren. Sie bewohnen ein Revier in der Größe von einem bis sechs Hektar, das sie mit Duftdrüsen markieren und vehement verteidigen.

## Fortpflanzung
Die Weibchen haben einen gut entwickelten, nach hinten geöffneten Beutel mit acht Zitzen. In wärmeren Regionen können sie das ganze Jahr, im kühleren Süden Australiens nur zwischen Mai und Februar Nachwuchs zur Welt bringen. Das Weibchen kann mehrmals pro Jahr gebären (zwei- bis fünfmal), die Tragzeit zählt mit zwölf Tagen zu den kürzesten aller Säugetiere. Die Wurfgröße beträgt im Durchschnitt zwei bis vier, manchmal kommen bis zu sieben Jungtiere zur Welt, von denen meist aber nur vier überleben. Die Jungtiere bleiben für sieben bis acht Wochen im Beutel, werden mit acht bis zehn Wochen entwöhnt und sind mit vier Monaten geschlechtsreif. Die Lebenserwartung ist kurz und beträgt zwei bis drei, in Ausnahmefällen bis zu vier Jahre.

## Bedrohung
Die Hauptbedrohungen der Kurznasenbeutler stellen der Verlust ihres Lebensraumes durch Umwandlung in Viehweiden sowie die Nachstellung durch eingeschleppte Räuber wie Füchse oder Katzen dar. Ihre Verbreitungsgebiete sind zerstückelt und stellen nur mehr einen kleinen Teil des früheren Umfanges dar.

## Die Arten
- Der Goldene Kurznasenbeutler (Isoodon auratus) ist die kleinste und seltenste Art und durch das gelbliche Fell charakterisiert. Er erreicht eine Kopfrumpflänge von 21 bis 30 Zentimetern und ein Gewicht von 0,3 bis 0,7 Kilogramm. Früher war die Art in weiten Teilen des westlichen und südlichen Australiens verbreitet, heute kommt sie nur mehr in der Kimberley-Region im nördlichen Western Australia sowie auf mehreren Inseln vor der australischen Küste vor. Die IUCN listet sie als „gefährdet“ (vulnerable). Vor allem verwilderte Hauskatzen haben die Populationen erheblich reduziert.[2]

- Der Westliche Kurznasenbeutler (Isoodon fusciventer) galt bis 2018 als Unterart des Kleinen Kurznasenbeutlers, wird seit 2018 aber als eigenständige Art geführt. Er lebt im südwestlichen Western Australia.[3]

- Der Große Kurznasenbeutler (Isoodon macrourus) ist die größte und am weitesten verbreitete Art. Er erreicht eine Kopfrumpflänge von 30 bis 47 Zentimeter und ein Gewicht von bis zu 3,1 Kilogramm. Sein Fell ist hellbraun und oft mit schwarzen Musterungen versehen. Er bewohnt die nördliche und östliche Küstenregion Australiens (vom nördlichen Western Australia bis ins östliche New South Wales) und lebt außerdem im südlichen Neuguinea. Duftdrüsen an Ohr, Mund, Beutel und Kloake dienen zur Kennzeichnung des Territoriums.

- Der Kleine Kurznasenbeutler (Isoodon obesulus) ist mit einer Kopfrumpflänge von 28 bis 36 Zentimetern und einem Gewicht von 0,4 bis 1,8 Kilogramm etwas kleiner. Sein Verbreitungsgebiet ist zweigeteilt, zum einen lebt er im südöstlichen South Australia, im südöstlichen New South Wales, in Victoria sowie auf Tasmanien. Sein Fell ist bräunlich, oft mit orangegelben Sprenkelungen. Seit Ankunft der Europäer hat die Art 50 bis 90 Prozent ihres Verbreitungsgebietes verloren, welches sich heute stark zerstückelt zeigt.

- Der Kap-York-Kurznasenbeutler (Isoodon peninsulae) kommt nur auf der nordostaustralischen Kap-York-Halbinsel vor und galt ursprünglich ebenfalls als Unterart des Kleinen Kurznasenbeutlers.[4][5]

## Belege
1. ↑  Conder & Strahan (Hrsg.): Dictionary of Australian and New Guinean Mammals. CSIRO PUBLISHING, 2007, ISBN 978-0-643-10006-0, S. 61 (Isoodon).
2. ↑  Felis catus. (Memento des Originals vom 16. März 2015 im Internet Archive)  Info: Der Archivlink wurde automatisch eingesetzt und noch nicht geprüft. Bitte prüfe Original- und Archivlink gemäß Anleitung und entferne dann diesen Hinweis. In: Datenbank der „100 of the World's Worst Invasive Alien Species“ der „Invasive Species Specialist Group“ der IUCN, abgerufen am 30. Mai 201.
3. ↑  
Kenny Travouillon & Matthew J. Phillips, 2018. Total evidence analysis of the phylogenetic relationships of bandicoots and bilbies (Marsupialia: Peramelemorphia): reassessment of two species and description of a new species. Zootaxa 4378 (2), 224–256.
4. ↑  Steven John Baynard Cooper, Kym Ottewell et al.: Phylogeography of southern brown and golden bandicoots: implications for the taxonomy and distribution of endangered subspecies and species. Januar 2020, Australian Journal of Zoology 66:379-393, DOI:10.1071/ZO19052
5. ↑  Isoodon peninsulae mammaldiversity.org